# 姚華瑾
姚華瑾（1931年—），是一名菲律賓華人，前籃球運動員。他曾代表中華民國參加1954年亞洲運動會和1954年世界籃球錦標賽和等國際賽事。退役後於巴拿馬經商，曾回台商談兩國貿易事宜。

## 外部連結
- 姚華瑾在fiba.basketball（英语）
- 姚華瑾在archive.fiba.com（archived）（英语）